# Wereldkampioenschappen badminton 2021
De 26ste wereldkampioenschappen badminton werden in 2021 van 12 tot en met 19 december gehouden in de Spaanse stad Huelva. Het badmintontoernooi werd georganiseerd door de Wereld Badminton Federatie (BWF).
Er wordt gestreden om vijf titels, te weten:
- Mannen enkelspel
- Vrouwen enkelspel
- Mannen dubbelspel
- Vrouwen dubbelspel
- Gemengd dubbelspel

## Medailles
| Onderdeel          | Goud                                           | Zilver                        | Brons                               |
| ------------------ | ---------------------------------------------- | ----------------------------- | ----------------------------------- |
| Mannen enkelspel   | Loh Kean Yew                                   | Srikanth Kidambi              | Anders Antonsen                     |
| Mannen enkelspel   | Loh Kean Yew                                   | Srikanth Kidambi              | Lakshya Sen                         |
| Vrouwen enkelspel  | Akane Yamaguchi                                | Tai Tzu-Ying                  | He Bingjiao                         |
| Vrouwen enkelspel  | Akane Yamaguchi                                | Tai Tzu-Ying                  | Zhang Yiman                         |
| Mannen dubbelspel  | Takuro Hoki Yugo Kobayashi                     | He Jiting Tan Qiang           | Kim Astrup Anders Skaarup Rasmussen |
| Mannen dubbelspel  | Takuro Hoki Yugo Kobayashi                     | He Jiting Tan Qiang           | Ong Yew Sin Teo Ee Yi               |
| Vrouwen dubbelspel | Chen Qingchen Jia Yifan                        | Lee So-hee Shin Seung-chan    | Kim So-yeong Kong Hee-yong          |
| Vrouwen dubbelspel | Chen Qingchen Jia Yifan                        | Lee So-hee Shin Seung-chan    | Mayu Matsumoto Wakana Nagahara      |
| Gemengd dubbelspel | Dechapol Puavaranukroh Sapsiree Taerattanachai | Yuta Watanabe Arisa Higashino | Tang Chun Man Tse Ying Suet         |
| Gemengd dubbelspel | Dechapol Puavaranukroh Sapsiree Taerattanachai | Yuta Watanabe Arisa Higashino | Kyohei Yamashita Naru Shinoya       |

### Medailleklassement
| Plaats | Land           | Goud | Zilver | Brons | Totaal |
| 1      | Japan          | 2    | 1      | 2     | 5      |
| 2      | China          | 1    | 1      | 2     | 4      |
| 3      | Singapore      | 1    | 0      | 0     | 1      |
| 3      | Thailand       | 1    | 0      | 0     | 1      |
| 5      | India          | 0    | 1      | 1     | 2      |
| 5      | Zuid-Korea     | 0    | 1      | 1     | 2      |
| 7      | Chinees Taipei | 0    | 1      | 0     | 1      |
| 8      | Denemarken     | 0    | 0      | 2     | 2      |
| 9      | Hongkong       | 0    | 0      | 1     | 1      |
| 9      | Maleisië       | 0    | 0      | 1     | 1      |
| Totaal | Totaal         | 5    | 5      | 10    | 20     |